# Ian Tattersall
Ian Tattersall (1945) é um paleoantropólogo estadunidense, curador emérito do Museu Americano de História Natural. Além da evolução humana, ele trabalhou extensivamente com lêmures, buscando registros fósseis de Madagascar e investigações sobre a natureza e o surgimento da cognição.

## Obras
- The Strange Case of the Rickety Cossack: and Other Cautionary Tales from Human Evolution. [S.l.]: Palgrave Macmillan. 2015. ISBN 9781137278890
- I. Tattersall & R. DeSalle (2012). The Brain: Big Bangs, Behaviors, and Beliefs. [S.l.]: Yale University Press. ISBN 978-0300175226
- Masters of the Planet: The Search for Our Human Origins. [S.l.]: Palgrave Macmillan. 2012. ISBN 0-230-10875-X
- Ian Tattersall & Rob DeSalle (2011). Race?: Debunking a Scientific Myth. Texas: Texas A&M University Press. ISBN 978-1603444255
- The Monkey in the Mirror: Essays on the Science of What Makes Us Human. [S.l.]: Harvest Books. 2003. ISBN 0-15-602706-2
- Paleoanthropology: The Last Half-Century Evolutionary Anthropology 9, no. 1 (2000): 2-16.
- I. Tattersall & J. Schwartz (2000). Extinct Humans. Boulder, Colorado: Westview Press
- The Human Chin Revisited: What Is It and Who Has It? Journal of Human Evolution 38 (2000): 367-409.
- Hominids and Hybrids: The Place of Neanderthals in Human Evolution. I. Tattersall & J. Schwartz, Proceedings of the National Academy of Sciences, U.S.A. 96 (1999): 7117-7119.
- Becoming Human: Evolution and Human Uniqueness. New York: Harcourt Brace. 1998
- The Last Neanderthal: The Rise, Success, and Mysterious Extinction of Our Closest Human Relative. New York: Macmillan, 1995
- The Fossil Trail: How We Know What We Think We Know About Human Evolution. New York: Oxford University Press. 1995
- The Primates of Madagascar. New York: Columbia University Press. 1982